# Toshima (isla)
Toshima (利島?) es una isla volcánica ubicada en las islas Izu (伊豆諸島), el cual se encuentra al sur de Tokio y al este de la península de Izu, en la prefectura de Shizuoka. Toshima forma parte del parque nacional Fuji-Hakone-Izu. Administrativamente comprende la villa de Toshima (利島村 Toshima-mura?), como parte de Tokio.
La isla posee 4,12 km², siendo una de las islas más pequeñas y que posee habitantes de las islas Izu. Viven en ella aproximadamente 330 personas. El 80% de la isla está cubierta por bosques de camelias. Entre los meses de noviembre y marzo, la isla se tiñe de rojo por las flores de camelias. La isla también posee el lirio Saku, el lirio más grande del mundo.
La isla se encuentra entre Izu Ōshima, la isla más grande del conjunto de islas, y Niijima. Los ferris que navegan a Niijima hacen una pequeña parada en Toshima.
La principal fuente de ingresos en la isla de Toshima es la pesca. También existe pequeños centro turísticos y granjas en la isla.